# Жеревець
Жеревець, Жировець (рос. Жеревец) — річка в Малинському та Іванківському районах Житомирської та Київської областей. Права притока Кропивні (басен Дніпра).

## Опис
Довжина річки приблизно 12,50  км. Висота витоку — 170 м, висота гирла — 139 м, спад річки — 31 м, похил річки — 2,48 м/км. Найкоротша відстань між витоком і гирлом — 11,98  км, коефіцієнт звивистості річки — 1,04 . Формується з декількох безіменних струмків та 1 водойми.

## Розташування
Бере початок у селі Стара Гута. Тече переважно на південний схід через село Оливу. На південно-східній околиці села Старовичі впадає у річку Кропивню, праву притоку Жереви.